# Víctor Ortega
Víctor Hugo Ortega Serna (Medellín, 27 de enero de 1988) es un deportista colombiano que compitió en saltos de plataforma. Ganó tres medallas en los Juegos Panamericanos, en los años 2007 y 2015.

## Palmarés internacional
| Juegos Panamericanos | Juegos Panamericanos    | Juegos Panamericanos | Juegos Panamericanos   |
| Año                  | Lugar                   | Medalla              | Prueba                 |
| -------------------- | ----------------------- | -------------------- | ---------------------- |
| 2007                 | Río de Janeiro (Brasil) | Medalla de bronce    | Plataforma 10 m sincro |
| 2015                 | Toronto (Canadá)        | Medalla de plata     | Plataforma 10 m        |
| 2015                 | Toronto (Canadá)        | Medalla de bronce    | Plataforma 10 m sincro |